# Startup roku
Startup roku nebo Nápad roku je několik soutěží s různými cenami, porotami a pořadateli, které v Česku hodnotí a oceňují nejlepší nové firmy respektive startupy za uplynulý rok.

## Nápad roku
Názvy soutěže pro startupy se postupně měnily, od roku 2010 je název "Nápad roku":
- 2007 (Nápady za miliony) – 1. Zábavní centrum Krtečkův svět, 2. odhalování podvodů v internetových PPC inzertních systémech, 3. Smlouvy–online.cz[2]
- 2009 (Milionový nápad) – 1. Flexi Sander, 2. KeepInHead.com, 3. Snacker[3]
- 2010 – 1. UkažJakBydlíš.cz, 2. Takeplace, 3. INSolveReader[4]
- 2011 – 1. Celebrio, 2. ekologická parní kogenerační jednotka, 3. Motivátor.cz[5]
- 2012 – 1. Rozečti.se , 2. Leady.cz, 3. Videoflot[6]
- 2013 – 1. LiCrete, 2. Magic Cards, 3. 3D tiskárna DeeOrange[7]
- 2014 – 1. BlindShell, 2. Mitteo, 3. Simphonie[8]
- 2015 – 1. Flydeo, 2. Lumitrix, 3. Skinners[9]
- 2016 – 1. Neuron soundware[10], 2. Spaceti, 3. DevCharge[11]
- 2017 – 1. Drone n Base, 2. Ventusky.com, 3. Mapotic
- 2018 – 1. Sense arena[12]
- 2019 – 1. Miomove[13]

## Nejlepší startup roku
Nejlepší startup roku je celorepubliková soutěž vyhlašovaná od roku 2016 v rámci soutěže Vodafone Firma roku a Česká spořitelna Živnostník roku. Účastníci musí splňovat podmínky::
- být právnická osoba nebo fyzická osoba s platným živnostenským oprávněním
- historie podnikání je maximálně 3 roky.

Soutěž pořádá agentura Communa, vyhlašovatel je deník Hospodářské noviny. Další partneři soutěže:
- Česká spořitelna – hlavní partner
- StartupYard – odborný garant
- StartupJobs, veletrh "Věda Výzkum Inovace" – mediální partneři.

Výběr nejlepších startupů provádí porota, ve které jsou top investoři a zástupci velkých korporací a akcelerátorů z ČR i zahraničí.
- Nejlepší v roce 2016[15]: 1. Neuron soundware
- Nejlepší v roce 2017[16]: 1. Spendee, 2. Retino, 3. Fundlift

## TOP 10 Startup roku
| místo | 2017                                                          | 2018                                                         | 2019                                                    |
| ----- | ------------------------------------------------------------- | ------------------------------------------------------------ | ------------------------------------------------------- |
| 1.    | Kiwi.com – vyhledávač levných letenek                         | Kiwi.com – prodejce letenek                                  | Productboard – pomáhá produktovým manažerům řídit vývoj |
| 2.    | SpaceKnow – analýza satelitních snímků                        | Productboard – nástroj pro řízení vývoje produktu            | Supernova – jednodušší vývoj mobilních aplikací         |
| 3.    | Neuron soundware – akustická analýza pomocí umělé inteligence | SpaceKnow – analýza satelitních snímků                       | Rohlik.cz – online supermarket                          |
| 4.    | Rohlík.cz – webový eshop potravin, drogerie, hraček atd.      | Rossum – automatické zpracování dat z faktur a dokumentů     | Rossum – faktury zkřížené s umělou inteligencí          |
| 5.    | Twisto – služba na odložené platby                            | Prusa Research – 3D tiskárny                                 | Daytrip – inovace cestování s průvodcem                 |
| 6.    | Gamee – herní platforma                                       | Rohlík.cz – online supermarket                               | Beat Saber – česká VR hudební hra                       |
| 7.    | Comprimato – komprimace videa                                 | Greycortex – odhalování kyberbezpečnostních hrozeb           | Brand Embassy – zákaznická péče s pěkným exitem         |
| 8.    | Prusa Research – open source 3D tiskárny                      | ThreatMark – ochrana uživatelů za pomoci umělé inteligence   | Twisto – platební služba s kartou                       |
| 9.    | Daytrip – inovativní osobní doprava                           | Sewio Networks – přesná lokalizace uvnitř budov              | Prusa Research – 3D tiskárny                            |
| 10.   | Rossum – faktury spojené s umělou inteligencí                 | Davinci Travel System – B2B platforma pro hromadné ubytování | Kiwi.com – vyhledávání letenek                          |

## Startup roku webu TyInternety
Nejlepší startupy roku 2017 podle webu Tyinternety:
1. Davinci TS
2. ThreatMark
3. SDK.finance
4. Oscar Senior
5. FaceUp Technology a makeITtoday